# Plebs
Plebs Joseph & Framenau, 2012 è un genere di ragni appartenente alla famiglia Araneidae.

## Etimologia
Il nome deriva dal latino plebs, -bis, cioè plebe, gente comune, ad indicare che le specie di questo genere sono di diffusione comune nel territorio australiano.

## Caratteristiche
Le specie appartenenti a questo genere provengono prevalentemente dal genere Eriophora Simon, 1864 e Zilla C. L. Koch, 1834. Con il primo genere hanno in comune la morfologia genitale, inclusa l'apofisi paramediana ed un'allungata apofisi mediana; con il secondo hanno varie somiglianze somatiche, quanto basta per essere inserite in un genere a sé.

## Distribuzione
Le 22 specie oggi note di questo genere sono state rinvenute in Oceania, Asia orientale e Asia meridionale: la specie dall'areale più vasto è la P. sachalinensis reperita in varie località della Russia orientale, Cina, Corea e Giappone.

## Tassonomia
Per la determinazione delle caratteristiche di questo genere sono stati esaminati gli esemplari tipo Araneus eburnus (Keyserling, 1886).
Non è del tutto chiaro se, per le caratteristiche esplicate, questo genere debba essere attribuito alla tribù Cyclosini o Araneini, oppure debba costituire un gruppo a sé insieme ad Eriophora e generi affini.
Dal 2012 non sono stati esaminati esemplari di questo genere.
A maggio 2014, si compone di 22 specie:
- Plebs arleneae Joseph & Framenau, 2012 - Queensland, Nuovo Galles del Sud
- Plebs arletteae Joseph & Framenau, 2012 - isola di Lord Howe
- Plebs astridae (Strand, 1917) - Cina, Corea, Taiwan, Giappone
- Plebs aurea (Saito, 1934) - Giappone
- Plebs baotianmanensis (Hu, Wang & Wang, 1991) - Cina
- Plebs bradleyi (Keyserling, 1887) - Australia sudorientale, Tasmania
- Plebs cyphoxis (Simon, 1908) - Australia occidentale e meridionale
- Plebs eburnus (Keyserling, 1886)[3] - Australia orientale, Tasmania
- Plebs himalayaensis (Tikader, 1975) - India, probabilmente anche in Cina
- Plebs mitratus (Simon, 1895) - India
- Plebs neocaledonicus (Berland, 1924) - Nuova Caledonia
- Plebs oculosus (Zhu & Song, 1994) - Cina
- Plebs opacus Joseph & Framenau, 2012 - isole Vanuatu
- Plebs patricius Joseph & Framenau, 2012 - Victoria (Australia), Tasmania
- Plebs plumiopedellus (Yin, Wang & Zhang, 1987) - Cina, Taiwan
- Plebs poecilus (Zhu & Wang, 1994) - Cina
- Plebs rosemaryae Joseph & Framenau, 2012 - Queensland, isole Norfolk
- Plebs sachalinensis (Saito, 1934) - Russia, Cina, Corea, Giappone
- Plebs salesi Joseph & Framenau, 2012 - Nuova Guinea
- Plebs sebastiani Joseph & Framenau, 2012 - Filippine
- Plebs tricentrus (Zhu & Song, 1994) - Cina
- Plebs yanbaruensis (Tanikawa, 2000) - Giappone